# Marcus Pürk
Marcus Pürk, (Viena, Austria, 21 de septiembre de 1974), futbolista internacional austriaco.
Pürk es un veterano futbolista que a lo largo de su carrera se desempeñó como centrocampista, mediapunta y delantero. Militó en algunos de los equipos más importantes de su país y jugó también en la Bundesliga Alemana y en la Liga Española.

## Biografía
Marcus Pürk nació en 1974 en Viena. Formado en las filas del Austria de Viena debutó poco antes de cumplir los 18 años en la Bundesliga de Austria con este equipo. Fue el 5 de septiembre de 1992 en un partido ante el FC Stahl Linz. Jugó dos temporadas en el entonces dominador máximo del fútbol austriaco alzándose con un título de Liga (1993) y otro de Copa (1994). En esas dos temporadas jugó 29 partidos de Liga y marcó 2 goles desempeñándose principalmente como centrocampista.
Al finalizar la temporada 1993-94 es fichado por el SK Rapid Wien, principal rival del Austria. Con el Rapid Pürk adelantó su posición en el campo y completó la mejor temporada de su vida. Jugó 34 partidos de Liga y marcó 13 goles empatando con Mario Haas y Thomas Janeschitz en el título honorífico de máximo goleador nacional de la Bundesliga Austríaca. Su equipo, el Rapid, se alzó con el título de Copa, Pürk debutó con la selección de su país y fue nombrado en algunas votaciones como jugador del año en Austria y miembro del once ideal de la Liga.
Todo esto y su gran proyección (tenía todavía 21 años) le valieron el fichaje en julio de 1995 por la Real Sociedad de Fútbol, equipo de la Liga española de fútbol. En San Sebastián se le esperaba como el sustituto del delantero bosnio Meho Kodro, recientemente fichado por el FC Barcelona, pero Pürk que lució el dorsal del 9 a lo largo de la temporada no logró dar el nivel esperado ni demostró ser un delantero nato. Aunque comenzó la temporada siendo titular, la mala marcha del equipo, el cambio de entrenador y la recuperación de algunos compañeros lesionados le apartaron de la titularidad en buena parte de la segunda vuelta. Jugó en aquella temporada 30 partidos de Liga (de 42), aunque solo 6 de ellos completos y marcó 5 goles. También disputó un partido de Copa.
El jugador, que no contaba de cara a la temporada 1996-97 para el entrenador Javier Irureta fue cedido al Sturm Graz de la Liga austriaca, donde jugó 30 partidos y marcó 5 goles. Con el Sturm se proclamó campeón de la Copa Austriaca. La temporada 1997-98, todavía con contrato en vigor con la Real Sociedad, fue cedido de nuevo a otro equipo austriaco, esta vez el Rapid de Viena, en una operación relacionada con la llegada de Dietmar Kühbauer al club vasco. La cesión tenía una opción de compra, que el club vienés ejecutó a lo largo de esa temporada, quedando Pürk definitivamente desvinculado del equipo txuri-urdin.
En su regreso al Rapid Pürk jugó dos temporadas disputando 70 partidos de Liga y marcando 15 goles.
En 1999 marcha por segunda vez al extranjero fichando por el TSV 1860 Múnich, segundo equipo de la ciudad de Múnich. Durante 5 temporadas Pürk jugó en la Bundesliga Alemana con los bávaros. En su primera temporada el club se clasificó para la Copa de la UEFA quedando 4 en la Liga. El paso de Pürk por el TSV Munich estuvo marcado por numerosas lesiones, que solo le permitieron llegar a jugar 50 partidos de Bundesliga con el TSV Munich a lo largo de 5 temporadas. Durante esos años Pürk recibió su segunda llamada para jugar con la selección de su país. En 2004 tras descender el TSV 1860 Múnich a la 2.Bundesliga, el jugador volvió a su país.
Fichó por el Admira Wacker Mödling en la temporada 2004-05 pero solo llegó a jugar 1 partido con este equipo en la Bundesliga de Austria.
Desde entonces Pürk sigue jugando al fútbol en su Austria natal, pero militando en equipos de divisiones modestas. Primero militó en el histórico First Vienna FC de la Liga Regional Este (Regionalliga Ost), en la tercera categoría del fútbol austriaca. Luego volvió al fútbol profesional en las filas del ASK Schwadorf jugando en la Segunda División de Austria, siendo cedido por este al equipo convenido Admira.
En 2008 pasó a jugar al SV Stockerau, que militaba en el cuarto nivel del fútbol austriaco, donde combinó la actividad como futbolista con su preparación como técnico en las categorías inferiores del club. Al finalizar la temporada 2008/09 Marcus volvió a Viena para jugar en el 1. Simmeringer SC de la liga vienesa (cuarto nivel en Austria). En el mercado de invierno fichó por el SV St. Margarethen equipo de la quinta categoría austriaca.

### Selección nacional
Ha sido internacional con la Selección de fútbol de Austria en 2 ocasiones con la que ha marcado 1 gol.
Debutó como internacional en abril de 1995 en un partido de calificación para la Eurocopa de fútbol de 1996 ante Liechtenstein, saliendo como sustituto de Herbert Sabitzer y marcando un gol casi inmediatamente después de saltar al campo.
Sin embargo no volvió a jugar con su selección hasta agosto de 2002 cuando disputó un amistoso frente a Suiza.

## Clubes
| Club                      | País     | Año       |
| ------------------------- | -------- | --------- |
| FK Austria Wien           | Austria  | 1992-1994 |
| SK Rapid Wien             | Austria  | 1994-1995 |
| Real Sociedad             | España   | 1995-1996 |
| SK Sturm Graz             | Austria  | 1996-1997 |
| SK Rapid Wien             | Austria  | 1997-1999 |
| TSV 1860 Múnich           | Alemania | 1999-2004 |
| VfB Admira Wacker Mödling | Austria  | 2004-2005 |
| First Vienna FC           | Austria  | 2005-2007 |
| ASK Schwadorf             | Austria  | 2007-2008 |
| SV Stockerau              | Austria  | 2008-2009 |
| 1. Simmeringer SC         | Austria  | 2009      |
| SV St. Margarethen        | Austria  | 2010-     |

## Títulos

### Campeonatos nacionales
| Título                | Club            | País    | Año  |
| --------------------- | --------------- | ------- | ---- |
| Bundesliga de Austria | FK Austria Wien | Austria | 1993 |
| Copa de Austria       | FK Austria Wien | Austria | 1994 |
| Copa de Austria       | SK Rapid Wien   | Austria | 1995 |
| Copa de Austria       | SK Sturm Graz   | Austria | 1997 |